# Passa e Fica
Passa e Fica là một đô thị thuộc bang Rio Grande do Norte, Brasil. Đô thị này có diện tích 42,137 km², dân số năm 2007 là 9664 người, mật độ 229,3 người/km².